# Sophie Hæstorp Andersen

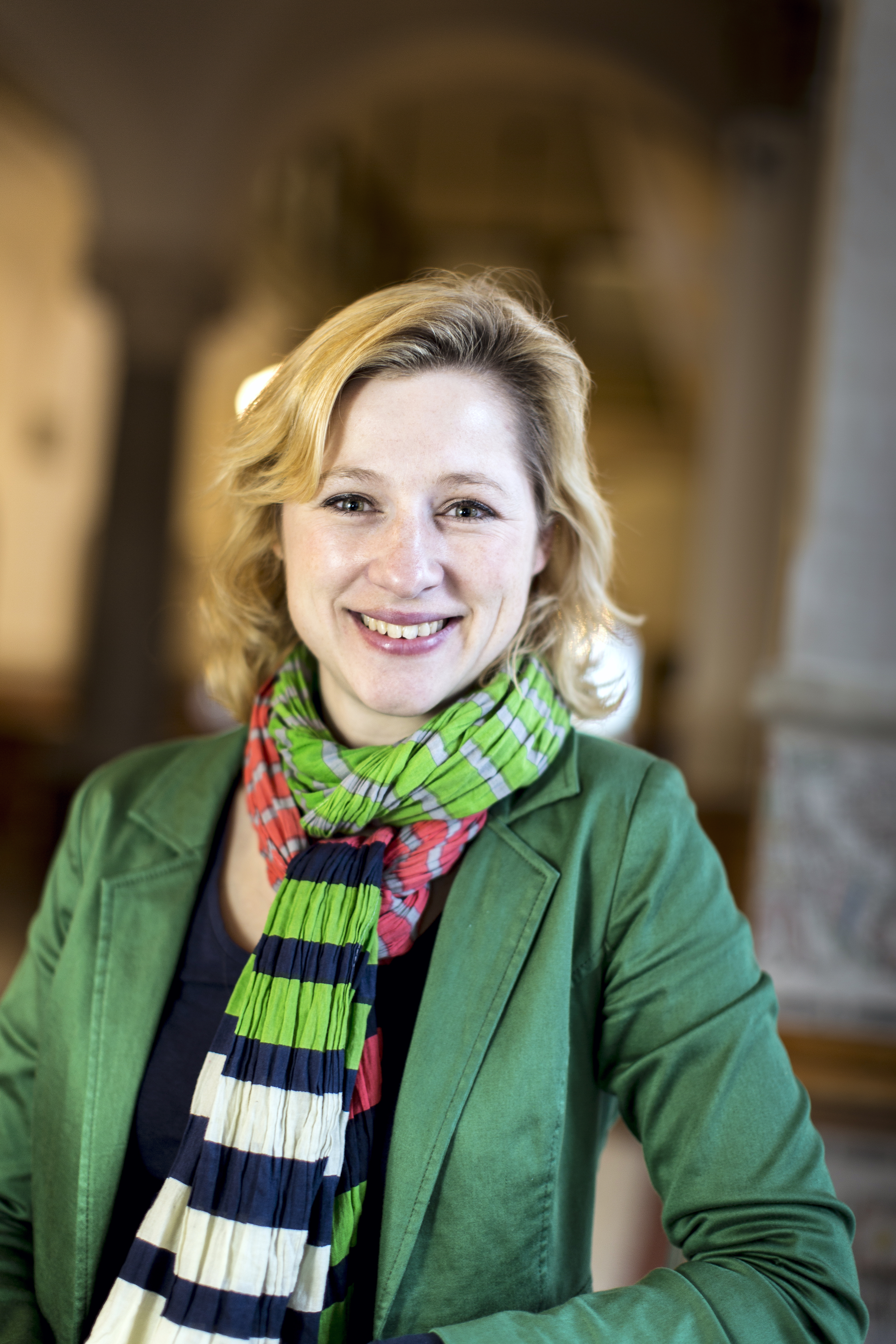
Sophie Hæstorp Andersen (2013)

Sophie Hæstorp Andersen (* 26. September 1974 in Kopenhagen) ist eine dänische sozialdemokratische Politikerin, seit dem 29. August 2024 ist sie Sozial- und Wohnungsministerin. 
Vom 20. November 2001 bis zum 8. Februar 2005 saß Sophie Hæstorp Andersen erstmals im dänischen Parlament Folketing. Vom 20. Februar 2007 bis 31. Dezember 2013 war sie erneut Abgeordnete, bevor sie das Amt niederlegte, um als Regionsvorsteherin der Region Hovedstaden (u. a. Kopenhagen, Nord-Seeland, Bornholm) zu kandidieren. Sie folgte ihrer Parteikollegin Vibeke Storm Rasmussen, die als erste Frau ein derartiges Amt bekleidet hatte und keine erneute Kandidatur anstrebte.
Nachdem der langjährige Kopenhagener Oberbürgermeister Frank Jensen wegen Vorwürfen zahlreicher sexueller Übergriffe sein Amt im Oktober 2020 niedergelegt hatte, wurde sie die sozialdemokratische Spitzenkandidatin für die Oberbürgermeisterwahl im November 2021. Aus diesem Grund war sie wenige Monate vor den dänischen Regionalwahlen per 31. Juli 2021 von ihrem Amt als Regionsvorsteherin zurückgetreten, woraufhin ihr Parteikollege Lars Gårdshøj diesen Posten übernommen hatte. Vom 3. Dezember 2021 bis  August 2024 war sie Oberbürgermeisterin von Kopenhagen, bis sie ihr Amt als Sozial- und Wohnungsministerin antrat.